# Aloïzo Waleina
Aloïzo Waleina, né le 14 avril 1913 à Riga dans l’Empire russe et déclaré absent par jugement en date du 24 octobre 2008, est un militaire français, compagnon de la Libération.

## Décorations
- Compagnon de la Libération par décret du 23 juin 1941[1]
- Médaille militaire
- Croix de guerre 1939–1945, deux citations
- Médaille coloniale avec agrafe Érythrée
- Médaille militaire (Royaume-Uni)
- Croix du Souvenir de guerre (Pays-Bas)